# Annachiara Valle
Annachiara Valle (Cosenza, 5 dicembre 1967) è una giornalista, scrittrice e blogger italiana.
Esperta di terrorismo, ha lavorato per Avvenire e per la Rai. Attualmente scrive su Famiglia Cristiana, interviene sul blog collettivo Vinonuovo.it e dirige la rivista Madre.

## Opere
- Parole opere e omissioni. La Chiesa nell'Italia degli anni di piombo, Rizzoli
- Uno strano democristiano (con Mino Martinazzoli, Rizzoli)
- Santa malavita organizzata, San Paolo